# Oriximiná
Oriximiná est une municipalité de l'État du Pará.
Oriximiná est la deuxième plus grande municipalité brésilienne par sa superficie de 107 602,992 km2.